# Змішані бойові мистецтва
Змішані бойові мистецтва (англ. mixed martial arts, MMA) — вид спорту і категорія бойових мистецтв, що включає в себе різноманітні засоби і способи ведення оборони й нападу в рукопашному бою.

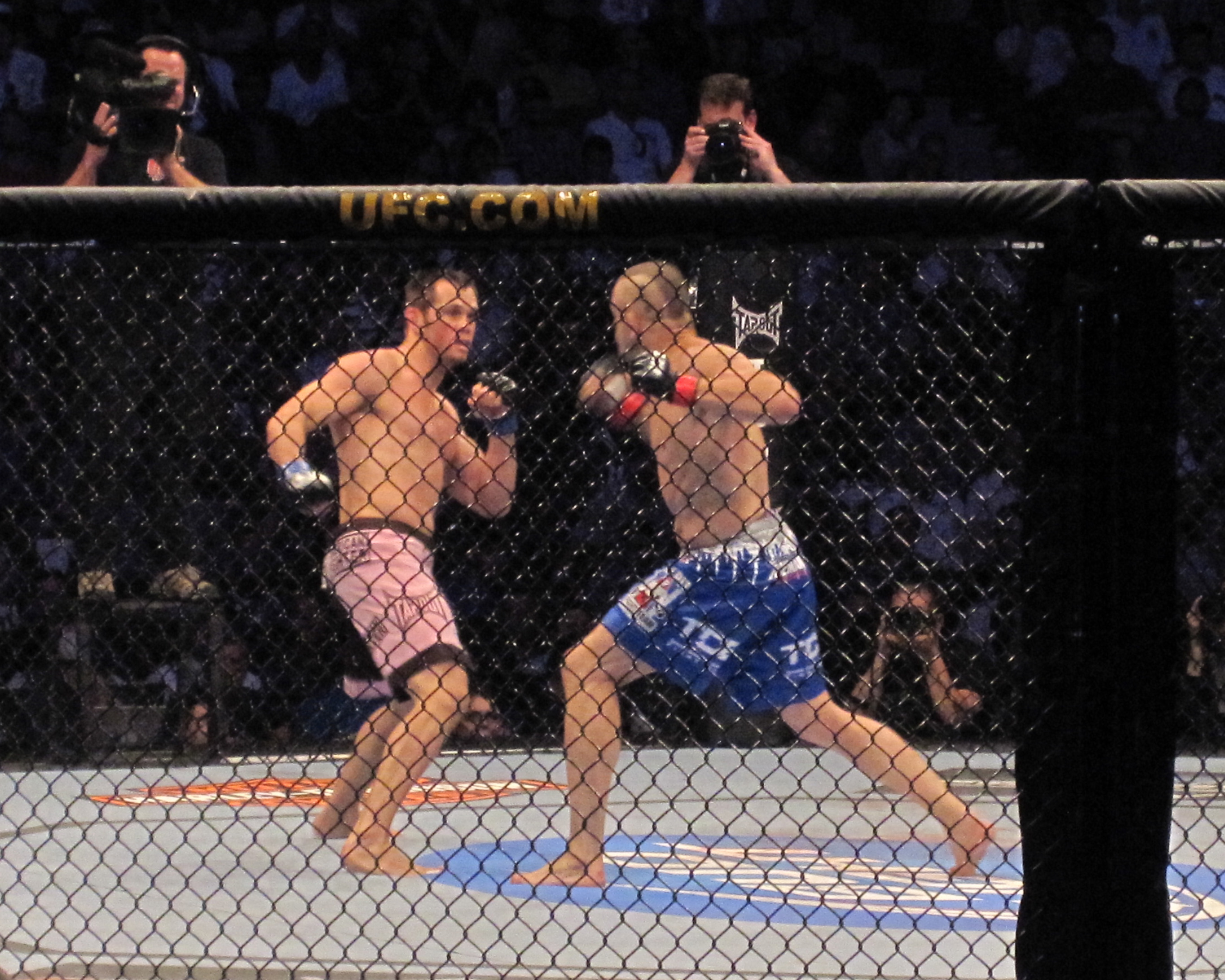
Чемпіони світу зі змішаних бойових мистецтв Річ Франклін та Чак Ліделл у рейтинговому бою на 115 етапі UFC.

Основу змішаних бойових мистецтв складають класичні види боротьби (греко-римська і вільна боротьба, дзюдо, джиу-джитсу, тощо) і класична ударна техніка (бокс, муай тай та кікбоксинг). На відміну від класичних бойових мистецтв, які у своїй більшості походять із країн Сходу, змішані бойові мистецтва не несуть в собі духовного або релігійного навантаження, віддаючи перевагу спортивно-прикладному аспекту.
Уніфіковані і ефективні змішані бойові мистецтва стають дедалі популярнішими в сучасному світі. Особливу популярність мають відкриті змагання з MMA — бої змішаного стилю, чи «бої без правил». Найпопулярнішими серед регулярних змагань є Абсолютний бійцівський чемпіонат, Чемпіонат Strikeforce, Бійцівський чемпіонат PRIDE (до розвалу у 2007 році), Бійцівський чемпіонат RINGS (до розвалу у 2002 році) та інші.
В Україні належать до змішаних єдиноборств — панкратіон, мікс-файт та фрі-файт. 19 листопада 2004 року Міністерство України у справах сім'ї, молоді та спорту офіційно визнало фрі-файт як вид спорту. З 2001 року за правилами фрі-файта у Київському Палаці спорту проводиться Турнір Честі «Зірка Пересвіту».
У 2018 році було створено аматорську Федерацію змішаних бойових мистецтв України (UF MMA), президентом якої став Володимир Тесля.
17 листопада 2018 року у Києві відбувся перший Кубок України зі змішаних бойових мистецтв ММА серед аматорів — UF MMA 2018.